# Armin Meiwes
 (novembre 2009).
Si vous disposez d'ouvrages ou d'articles de référence ou si vous connaissez des sites web de qualité traitant du thème abordé ici, merci de compléter l'article en donnant les références utiles à sa vérifiabilité et en les liant à la section « Notes et références ».
Armin Meiwes, né le 1er décembre 1961 à Essen, est un informaticien allemand qui se fait connaître pour le meurtre, en 2001, de Bernd Jürgen Brandes. Perpétré sur une victime consentante, le meurtre est précédé et suivi de faits de cannibalisme. Surnommé Der Metzgermeister (« le maître boucher » en français) ou encore le « cannibale de Rotenburg », Meiwes est condamné en 2004 à 8 ans et demi de prison, puis, au cours d'un second procès, tenu en 2006, à la réclusion criminelle à perpétuité.

## Enfance et début
Armin Meiwes est né en 1961. Le père d'Armin, Detlef Meiwes, policier de son état, est le troisième époux de Waltraud, son aînée de dix-neuf ans, déjà mère de deux enfants. Detlef abandonne la famille quand Armin a huit ans. Ayant emmené avec lui ses deux fils aînés, il laisse ainsi seul Armin avec Waltraud dans l'immense manoir familial de 50 pièces. Sa mère est très autoritaire et le jeune adolescent introverti sert de souffre-douleur à Waltraud, y compris en public.
Il découvre petit à petit son homosexualité et ses fantasmes sadomasochistes. Il passe de longues heures sur son ordinateur, et l'arrivée d'Internet lui permet de découvrir de nombreux sites de rencontres homosexuelles ainsi que des sites sur le sadomasochisme, le cannibalisme et la torture. Il s'invente une personnalité virtuelle, "Franky le Boucher".
À la mort de sa mère en 1999, il hérite du manoir et le réaménage selon ses fantasmes. Il y crée notamment dans l'ancien fumoir au deuxième étage une véritable salle de torture, recouverte de carrelage et équipée d'un système de poulies et crochets ainsi que d'une table de dissection d'animaux.

## Homicide sur demande
Depuis 1999, Armin Meiwes publie plusieurs annonces sur Internet, faisant part de son désir de trouver un homme voulant être mangé. Cette annonce est tout à fait sérieuse et le fait de manger la personne est à prendre au sens propre.
En 2001, il entre en contact, sur le site The Cannibal Café, avec Bernd Jürgen Armando Brandes, un ingénieur berlinois de 42 ans qui répond présent. La rencontre entre les deux hommes a lieu au domicile d'Armin Meiwes à Rotenburg dans la nuit du 9 au 10 mars 2001. Après avoir eu des rapports sexuels, ils décident d'un commun accord de sectionner le pénis de Bernd Jürgen Armando Brandes. Ils tentent d'abord de le couper en deux afin d'en consommer chacun un morceau, mais le membre est trop dur. Armin descend donc le cuisiner dans une poêle, l'assaisonne avec des épices et du sel, ainsi que de la graisse prélevée sur son hôte. Le membre finit par brûler dans la poêle et être inconsommable.
Ensuite, toujours avec l'accord de son hôte, après 3 h de lente agonie pour Brandes, Armin Meiwes accélère sa mort à l'aide de plusieurs coups de couteau à la gorge. Dans sa cave, il l'étripe et découpe plusieurs morceaux de chair, dont il gardera certains au congélateur pour les manger plus tard. Sur ce point, il déclare : « Je l'ai pendu par les pieds, éviscéré. J'ai découpé quelque 30 kilos de viande, les meilleurs morceaux ont été conservés dans mon congélateur ».
Le 10 décembre 2002, alors qu'il recherche, par les mêmes moyens, une seconde victime consentante, il est arrêté par la police, après qu'un étudiant en médecine d'Innsbruck a alerté les autorités autrichiennes. La police trouve dans son immense manoir la salle de boucherie, dans le congélateur des sacs en plastique remplis de viande humaine. Il passe alors aux aveux, révélant notamment l'existence dans une cachette de cassettes VHS sur lesquelles il a enregistré intégralement la scène de cannibalisme qui dure plus de neuf heures.
Armin Meiwes déclare regretter son geste, mais garder tout de même un « souvenir intense et positif » de son partenaire.
Plusieurs experts psychiatres le déclarent pénalement responsable et pouvant donc être jugé. Son avocat, Harald Ermel, plaide un homicide sur demande pour lui éviter la perpétuité. Le 30 janvier 2004, il est condamné à huit ans et demi de prison pour homicide involontaire par le tribunal de Cassel. 
En avril 2005, le Parquet jugeant la peine insuffisante, saisit d'un pourvoi en cassation la Cour fédérale allemande pour rejuger Armin Meiwes, cette fois-ci pour assassinat à caractère sexuel. Le procès s'ouvre le 12 janvier et la perpétuité est demandée par l'accusation. Le 9 mai 2006, le tribunal de grande instance de Francfort condamne Meiwes à la réclusion criminelle à perpétuité.
Fin 2007, Armin Meiwes se déclare désormais végétarien.

## Inspirations dans la culture populaire
Le groupe allemand Rammstein a écrit une chanson sur ce fait divers, intitulée Mein Teil (dont la traduction littérale est « Ma part », mais le mot « Teil » désigne également le pénis en argot allemand). Le titre figure sur l'album Reise, Reise, sorti en 2004. Au début du clip, on peut entendre une réplique de l'annonce d'Armin Meiwes pour trouver sa victime consentante.
Le groupe de death metal Bloodbath s'inspire lui aussi des faits pour écrire la chanson Eaten (ce qui signifie « mangé »), racontant les désirs d'un homme d'être dévoré. Pour coller à cette image sanglante, les membres du groupe jouent sur scène vêtus de vêtements déchirés et couverts de faux sang.
Le groupe de deathgrind français Intestinal Decay consacre la chanson "Rotenburger" au cannibale allemand. 
Dans l'épisode 3 de la saison 2 de la série The IT Crowd, intitulé Moss & the German, Moss rencontre un Allemand qui veut le tuer, le cuisiner et le manger.
Il est également évoqué dans l'épisode 19 saison 2 de la série Pretty Little Liars.
L'épisode 4 de la saison 2 de la série Room 104 intitulé Hungry, où deux inconnus se rencontrent pour réaliser un fantasme mutuel mais sont interrompus par un policier, s'inspire également de ces faits.
Le film Confession d'un cannibale (Grimm Love), relate l'histoire de la victime consentante et du cannibale, de leur enfance jusqu'au rendez-vous fatidique.
La bande dessinée Murderabilia, d'Àlvaro Ortiz (es), où des objets ayant participé à des meurtres apparaissent de manière anecdotique au cours du récit, fait référence à cet événement en en signalant un semblable (mais factice) sous l'Italie mussolinienne, l'un des personnages principaux de la bande dessinée étant propriétaire de leur correspondance.
L'auteur dramatique Grégory Pluym choisit ce fait divers pour écrire sa première pièce de théâtre, Démêler la nuit, quatre traductions de l'affaire Armin Meiwes, qui explore les pulsions des deux protagonistes, Armin et Bernd.
Jean-Christophe Grangé dans son livre La forêt des Mânes, cite le cas de Meiwes, alors que son héroïne Jeanne Korowa, juge d'instruction, est confrontée à un tueur en série cannibale.
Kery James le cite dans la version 2005 de son classique Hardcore sur l'album Ma vérité.
Dans l'épisode 4 de la saison 3 de Bones, Jack Hodgins évoque ce fait divers.
En 2022, le groupe de musique australien SKYND consacre un morceau éponyme à ce fait divers.

### Audiographie
- Christophe Hondelatte, « Hondelatte raconte - Armin Meiwes, le cannibale de Rotenburg » [[MP3]], Europe 1, 17 août 2017 (consulté le 23 août 2017)
- Le cannibale de Rotenburg, un épisode de l'émission Hondelatte raconte sur Europe 1, diffusé le 17 février 2022 [consulter en ligne]

### Filmographie
- Confession d'un cannibale
- Cannibal (film, 2006) (en)